# Ameletus cedrensis
Ameletus cedrensis is een haft uit de familie Ameletidae. De wetenschappelijke naam van de soort is voor het eerst geldig gepubliceerd in 1977 door Sinitshenkova.
De soort komt voor in het Palearctisch gebied.